# Chu Văn Chính
Chu Văn Chính  (chữ Hán: 朱文正, ? - 1360)，ông là một nhân vật quân sự cuối thời nhà Nguyên và là thành viên của hoàng tộc nhà Minh. Cha ông là Nam Xương Vương Chu Hưng Long (chữ Hán : 朱興隆; 1344), anh trai của Chu Nguyên Chương và vợ ông - Tạ Thúy Anh, là em gái của vợ Từ Đạt.

## Thân thế và sự nghiệp
Cha của Chu Văn Chính - Chu Hưng Long là anh cả của Chu Nguyên Chương, ông chết sớm trong nạn đói ở Hoài Bắc vào năm Chí Chính thứ tư (1344). Do nạn đói nghiêm trọng, vợ của Chu Hưng Long là Vương thị rời bỏ gia đình cùng với con trai Chu Văn Chính. Sau đó bà được biết em trai của chồng mình là Chu Nguyên Chương đã gia nhập Quân Khăn Đỏ và dẫn quân đánh chiếm Trừ Châu nên hai mẹ con lên đường đến nương nhờ Chu Nguyên Chương. Chu Nguyên Chương nuôi dưỡng Chu Văn Chính như con ruột của mình. Chu Văn Chính dũng cảm và đã cùng đại quân vượt sông chiếm được Kim Lăng. Sau nhiều lần lập quân công, Chu Nguyên Chương hỏi: "Cháu muốn làm quan chức gì?" Văn Chính trả lời: "Chú tôi đã có thành tựu lớn như vậy, há tôi không vinh hiển. Làm sao có thể phục chúng khi ban chức tước cho thân tộc trước!" Chu Nguyên Chương khi nghe điều này rất vui và càng yêu quý cháu mình hơn.
Năm Chí Chính thứ 23 (1363), khi Chu Nguyên Chương bổ nhiệm Chu Văn Chính làm Đô đốc Tổng lĩnh quân sự. Sau đó ông được lệnh trấn thủ Hồng Đô (nay là Nam Xương, Giang Tây) nằm phía tây nam Bình Hà và là cửa ngõ phòng thủ thành Kim Lăng. Trần Hữu Lượng dẫn 60 vạn quân đến bao vây Hồng Đô nhằm mục đích chiếm Hồng Đô làm bàn đạp tần công Ứng Thiên Phủ (tức Kim Lăng). Chu Văn Chính đã đẩy lui nhiều đợt tiến công của Trần Hữu Lượng và cầm cự được 85 ngày cho đến khi Chu Nguyên Chương đích thân dẫn quân đến cứu viện. Trần Hữu Lượng rút lui về hồ Bà Dương để đối đầu với Chu Nguyên Chương. Chu Nguyên Chương cắt đứt nguồn vận lương và sau đó đánh bại Trần Hữu Lượng trong trận hồ Bà Dương.
Chu Văn Chính đã có công lớn khi bảo vệ được Giang Tây. Sau khi Chu Nguyên Chương trở về Kim Lăng, ông đã hào phóng ban thưởng cho Thường Ngộ Xuân, Liêu Vĩnh Trung và các quan chức khác. Nhưng Chu Văn Chính tuy có công lại không được khen thưởng, ông ta tức giận bèn sai các tướng lĩnh mang quân đi cướp bóc. Lý Nhân Băng được điều đến điều tra sự việc và phát hiện sự cuồng ngạo của Chu Văn Chính. Chu Nguyên Chương cử sứ giả đến trách mắng. Chu Văn Chính sợ hãi, Lý Nhân Băng lại mật báo rằng Chu Văn Chính có bụng mưu phản.
Chu Nguyên Chương lập tức vào phủ và triệu Chu Văn Chính đến. Chu Văn Chính vội vàng chạy ra đón. Chu Nguyên Chương đích thân tra xét, sau đó áp giải Chu Văn Chính về Kim Lăng. Mã hoàng hậu muốn xin tội, thuyết phục Chu Nguyên Chương rằng: "Đứa trẻ này chỉ có cá tính mạnh mẽ thôi, không có ý gì khác đâu". Ông bị cách chức và quản thúc tại gia ở Đồng Thành. Không lâu sau, ông qua đời.

## Dật sự
Vào năm Hồng Vũ thứ ba (1370), Chu Nguyên Chương phong cho Chu Thủ Khiêm, con trai 8 tuổi của Chu Văn Chính làm Tĩnh Giang Vương, ấp phong ở Quế Lâm. Ông là phiên vương duy nhất của nhà Minh không phải là một hậu duệ của Chu Nguyên Chương.

## Gia đình
- Vợ: Tạ Thị, con gái lớn của tướng quân Tạ Tái Hưng.
- Con:
  - Chu Thủ Khiêm (朱守谦)
  - Con gái không rõ tên, được sinh ra bởi vợ của một người khác mà Chu Văn Chính chiếm đoạt, em gái của Chu Thủ Khiêm.